# الوارو کامپس
الوارو کامپس (انگلیسی: Álvaro Campos؛ زادهٔ ۱ آوریل ۱۹۸۷) بازیکن فوتبال اهل اسپانیا است.
از باشگاه‌هایی که در آن بازی کرده‌است می‌توان به باشگاه فوتبال رئال مورسیا اشاره کرد.